# Kościół św. Benona w Warszawie
Kościół św. Benona, właśc. kościół rektoralny św. Benona w Warszawie – kościół znajdujący się na warszawskim Nowym Mieście, przy ul. Pieszej 1, należący do Zgromadzenia Redemptorystów. Przy świątyni mieści się także kuria prowincjalna redemptorystów.

## Opis
Początki kościoła w tym miejscu sięgają II poł. XVII w., kiedy Bractwo św. Benona podjęło inicjatywę zbudowania świątyni. Według Jana Stanisława Bystronia z powodu braku wystarczających środków finansowych przy budowie kościoła pracowano dobrowolnie po nocach, przy świetle pochodni.

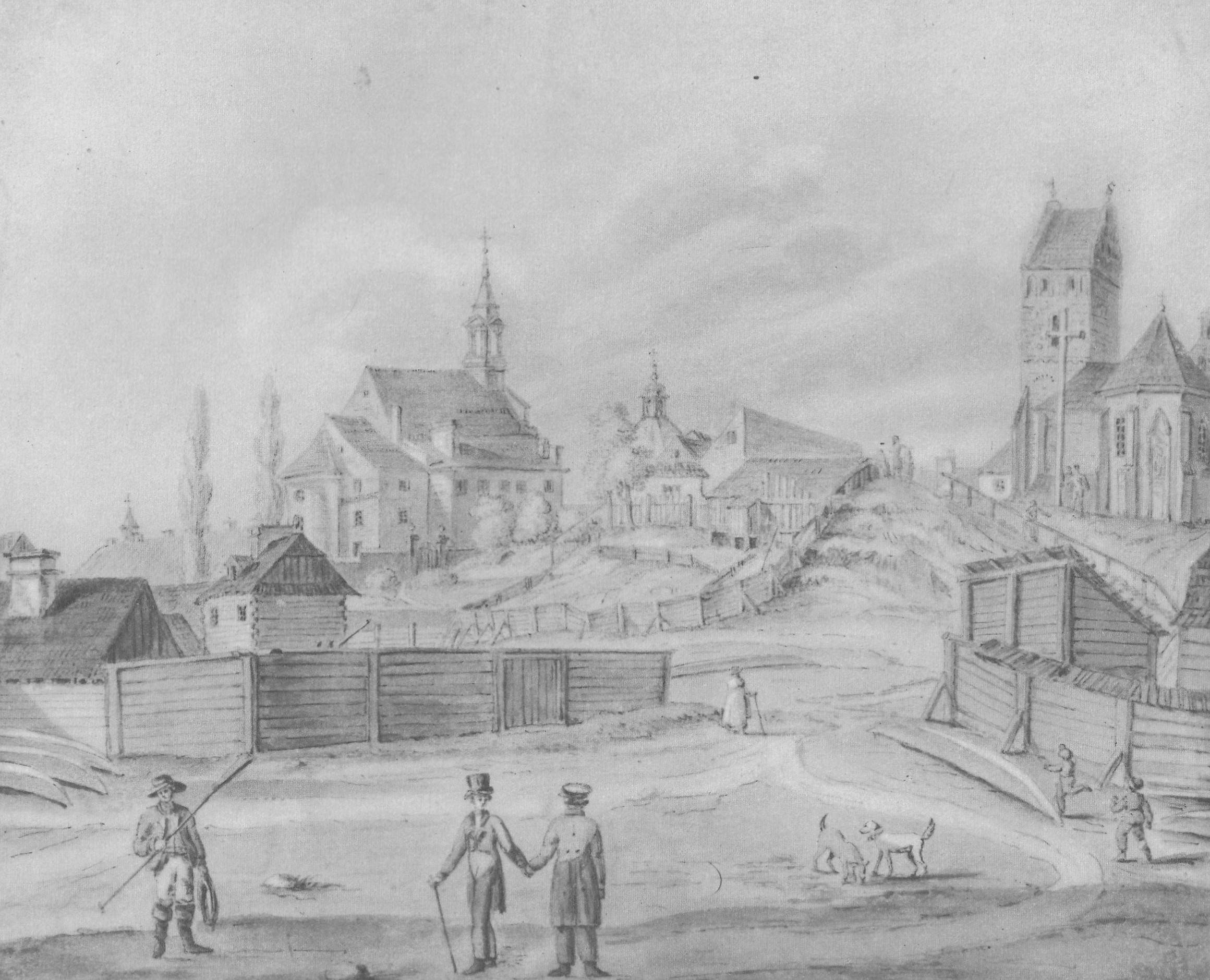
Świątynia (po lewej) od strony Wisły na rysunku Aleksandra Majerskiego (1818)

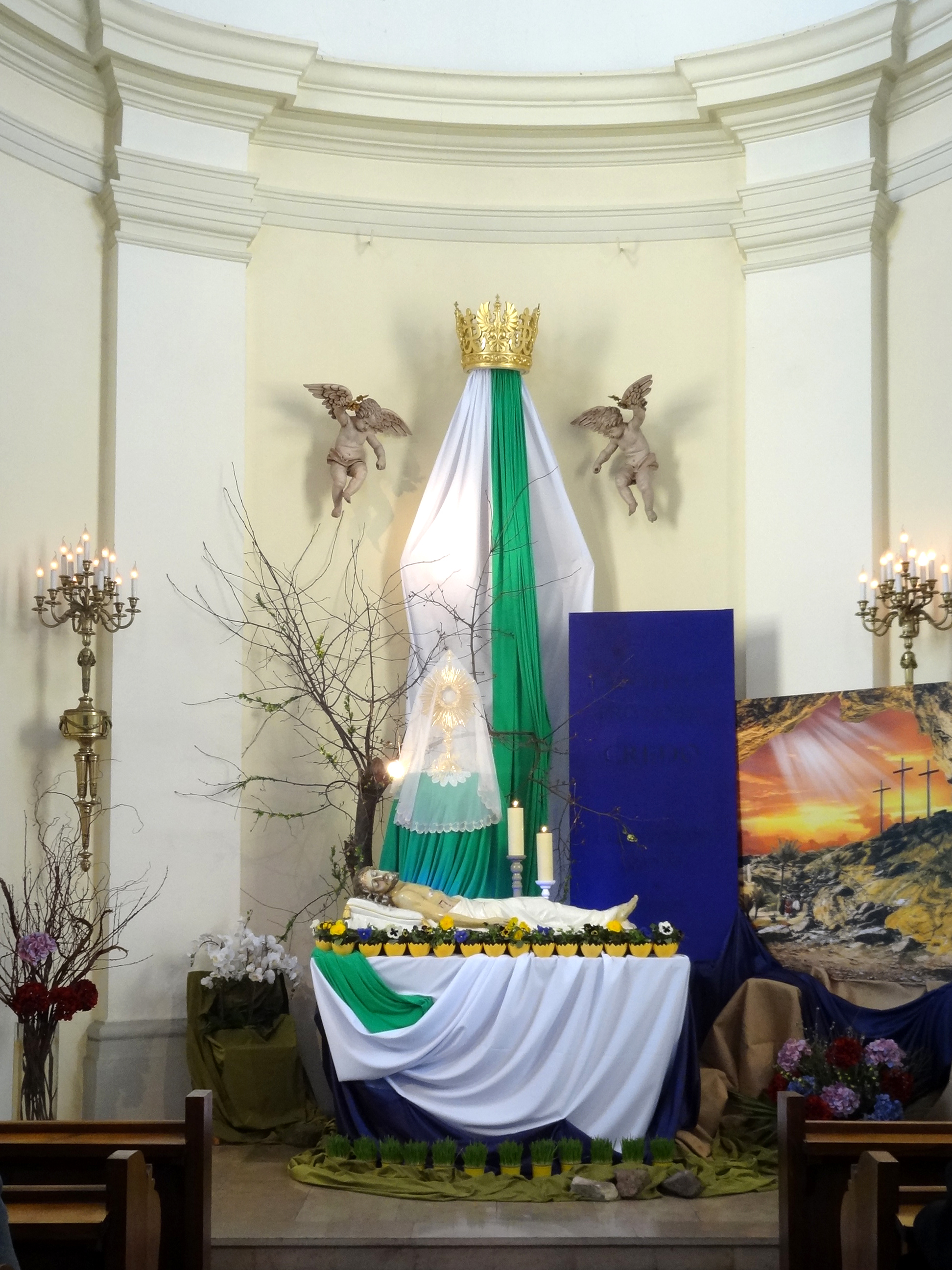
Kaplica z Grobem Pańskim w Wielką Sobotę

Budowa została zakończona w 1669 roku. Pod koniec XVIII w. kościół przejęli redemptoryści, a działo się to z chwilą przybycia do Warszawy (w 1787 roku) św. Klemensa, późniejszego patrona miasta. W czasie Księstwa Warszawskiego redemptoryści zostali posądzeni o wrogie nastawienie do Napoleona i nowych władz oraz sprzyjanie Austrii, i usunięci z Warszawy. Bezpośrednim powodem tej decyzji były zajścia w czasie nabożeństwa rezurekcyjnego, kiedy to doszło do bójki z udziałem dwóch francuskich oficerów. Fryderyk August podpisał dekret o usunięciu zakonników na początku czerwca 1808 roku, a 20 czerwca tego samego roku zostali oni wywiezieni z Warszawy. Budynek świątyni zamieniono najpierw na koszary, następnie szkołę, magazyn wojskowy, mieszkania, a w końcu fabrykę.
W 1938 roku budynek odkupiła Maria Biernacka i przekazała kurii warszawskiej. 
W czasie II wojny światowej kościół został zburzony. Jego ruiny kuria przekazała znowu redemptorystom, którzy w 1956 roku rozpoczęli odbudowę. Wstępna odbudowa zakończona została w 1958 roku, kiedy kard. prymas Stefan Wyszyński dokonał uroczystego poświęcenia odbudowanego kościoła.
W 1965 roku świątynia została wpisana do rejestru zabytków.
W 1966 redemptoryści zwrócili się o zaprojektowanie dekoracji wnętrza do Jerzego Nowosielskiego. Projekt krakowskiego artysty nie został jednak zrealizowany, gdyż nie pasował do odtworzonej barokowej budowli. W zakrystii kościoła znajduje się natomiast krzyż ołtarzowy autorstwa Nowosielskiego.